# Nubija
Nubija je območje ob reki Nil, ki je bila v današnjem severnem Sudanu in južnem delu Egipta. Je ena prvih avtohtonih civilizacij z zgodovino, ki jo lahko zasledimo od 2000 pr. n. št. naprej prek nubijskih spomenikov in artefaktov, pa tudi zapisov iz Egipta in Rima, v njej je bil tudi eden od afriških imperijev. V vsem poklasičnem obdobju so bila tam številna velika nubijska kraljestva, od katerih je zadnje propadlo leta 1504, ko se je Nubija razdelila med Egipt in sultanat Senar. Nubija se je ponovno združila v otomanskem Egiptu v 19. stoletju ter v anglo-egiptovskem Sudanu med letoma 1899 in 1956.
Ime Nubija je povezano z ljudstvom Noba, nomadi, ki so se naselili na območju v 4. stoletju s propadom kraljestva Meroë. Govorili so nilsko-saharski jezik, prednik stare nubijščine. Stara nubijščina se je večinoma uporabljala v verskih besedilih od 8. do 15. stoletja našega štetja. Pred 4. stoletjem in v klasični antiki je bila Nubija znana kot Kuš ali v klasični grščini Etiopija (Aithiopia).
Zgodovinsko gledano so prebivalci Nubije spadali v vsaj dve nubijski jezikovni skupini: podskupino, ki vključuje nobijski jezik (naslednik stare nubijščine), dongolavijski, midobski in nekaj sorodnih jezikov v severnem delu nubskih gora v Južnem Kordofanu. Vsaj do leta 1970 so birgidski jezik govorili severno od Njale v Darfurju, vendar je zdaj izumrl.

## Geografija
Nubija je bila razdeljena na dve glavni regiji: Zgornjo in Spodnjo Nubijo zaradi svoje lege v dolini Nila, 'nižja' bi bila dolvodno, torej 'gornja'. Spodnja Nubija je ležala med prvim in drugim kataraktom reke Nil, ki se širi v današnjem južnem Egiptu in severnem Sudanu, medtem ko je Zgornja Nubija ležala med drugim in šestim kataraktom, danes v osrednjem Sudanu.

## Zgodovina

### Prazgodovina
Zgodnja naselja so nastajala v Zgornji in Spodnji Nubiji. Egipčani pravijo Nubiji "Ta-Seti." Nubijci so bili znani lokostrelci, zato so njihova ozemlja dobila oznako "Ta-Seti" ali ozemlje lokostrelcev. Sodobni znanstveniki ljudem s tega območja pravijo "A-skupina". Rodovitna kmetijska zemljišča južno od tretjega katarakta so znana kot "predkermska" kultura v Zgornji Nubiji, kot da so njihovi predniki.
Neolitski ljudje so v dolino Nila verjetno prišli iz Sudana, prav tako tudi iz Sahare, bili sta dve kulturi in tudi egipčanska. Do 5. tisočletja pred našim štetjem so ljudje, ki so naseljevali današnjo Nubijo, sodelovali pri neolitski revoluciji. Saharski skalni reliefi kažejo prizore, za katere mislijo, da so povezani s kultom goveda, značilni so v delih vzhodne Afrike in dolini Nila. Megaliti, odkriti v Nabti Plaji, so zgodnji primeri, je verjetno prva astronomska naprava na svetu, nastala skoraj 2000 let pred Stonehengeem. Kompleksnost Nabta Plaje in različne ravni oblasti v družbi so bile verjetno osnova za strukturo neolitske družbe na Nabti Plaji in tudi v starem kraljestvu v Egiptu. Okoli 3800 pred našim štetjem je nastala druga "nubijska" kultura, imenovana A-skupina. Bila je sodobnik in etnično in kulturno zelo podobna kot preddinastična Nakada Zgornjega Egipta. Okoli 3300 pred našim štetjem je dokazano enotno kraljestvo, kot kažejo tudi najdbe v Kustulu, kar kaže na precejšnje povezave  (kulturne in genetske) z nakadsko kulturo  v Zgornjem Egiptu. Nubijska kultura je morda celo pripomogla k poenotenju doline Nila. Prav Nubijci so zelo verjetno prispevali k faraonski ikonografiji, kot sta bela krona in serek. Bela krona je bila v zgodovini Zgornjega Egipta prva, šele kasneje, po združitvi Egiptov, je bila dodana rdeča krona. Prva znana upodobitev bele krone je na svečanem gorilniku kadila s pokopališča v Kustulu v Spodnji Nubiji. Okoli preloma glavnega dinastičnega obdobja so Nakadijci nameravali osvojiti in poenotiti celotno dolino Nila, a so jo verjetno osvojili Ta-Seti (kraljestvo, kjer je bil Kustul) in se uskladili z egiptovsko državo. Tako je Nubija postala prva noma Zgornjega Egipta. Med 1. dinastijo so celotno območje A-skupine izpraznili, najverjetneje zaradi priseljevanja na jug in zahod.
Ta kultura se je začela krčiti v začetku 28. stoletja pred našim štetjem. Naslednja uspešna kultura je znana kot B-skupina. Egiptovski vpadi in ropanja, ki so se začela v tem času, so bila morda vzrok za oslabitev te kulture. Nubija je bila verjetno trgovski koridor med Egiptom in tropsko Afriko mnogo pred 3100 pred našim štetjem. Egipčanski obrtniki so v tem obdobju uporabljali slonovino in ebenovino iz tropske Afrike, ki je prišla skozi Nubijo.
Leta 2300 pred našim štetjem je Nubija prvič omenjena v staroegiptovskih trgovinskih zapisih. Od Asuana, tik nad prvim kataraktom, do južne meje egiptovskega nadzora so v tistem času Egipčani uvažali zlato, kadilo, ebenovino, baker, slonovino in eksotične živali iz tropske Afrike prek Nubije. Kot se je trgovina med Egiptom in Nubijo povečala, sta se večala tudi bogastvo in trdnost. Z egiptovsko 6. dinastijo je bila Nubija razdeljena na več manjših kraljestev. Danes razpravljajo, ali so bila ljudstva C-skupine, ki so cvetela od 2240 do okoli 2150 pred našim štetjem, posledica notranjega razvoja ali vsiljivci. Obstaja utemeljena podobnost med lončarstvom A-skupine in C-skupine, tako da lahko gre za notranjo oživitev izgubljenih umetnosti. V tem času je Sahara postala preveč sušna za bivanje človeka in mogoče je, da je nastal nenaden pritok saharskih nomadov. Lončarstvo C-skupine je značilno po zarezanih geometrijskih linijah z belim polnilom in vtisnjeno imitacijo košare.
V egiptovskem srednjem kraljestvu (okoli 2040−1640 pred našim štetjem) se je Egipt začel širiti v Nubijo, da bi pridobil večji nadzor nad trgovskimi potmi v Severni Nubiji in neposreden dostop do trgovine z južno Nubijo. Postavili so verigo utrdb ob Nilu pod drugim kataraktom. Sočasna, vendar različna kultura od C-skupine, je bila grobna kultura Pan, tako imenovana zaradi svojih plitvih grobov. Živeli so na vzhodnem bregu Nila. Za njihovo lončarstvo so značilne zarezane linije, bolj omejene, običajno brez okrasnega prostora znotraj geometrijskih shem.

### Nubija in Stari Egipt
Ena od možnih razlag je, da so nubijski oblastniki in zgodnji egipčanski faraoni uporabljali sorodne kraljevske simbole. Podobnosti v skalni umetnosti A-skupine Nubije in Zgornjega Egipta podpirajo to teorijo. Stari Egipt je osvojil nubijsko ozemlje v različnih obdobjih in ga vključil v svoje pokrajine. Nubijci pa so osvojili Egipt pod njegovo 25. dinastijo.
Vendar pa odnosi med narodi kažejo tudi mirno kulturno izmenjavo in sodelovanje vključno z mešanimi zakoni. Medžaj (egipčansko: mDA.y)  je ime za staro egipčansko regijo v severnem Sudanu, kjer so bili naseljeni starodavni ljudje Nubije. Postali so del antične egiptovske vojske kot skavti in nižji delavci.
V srednjem kraljestvu Medžaj ni več okrožje Medža, ampak pleme ali klan ljudi. Ni znano, kaj se je zgodilo v okrožju, toda po prvem vmesnem obdobju ta in druga okrožja v Nubiji niso bila več omenjena v pisnih virih. Pisni viri imenujejo Medžajce kot nomadske puščavske ljudi. Sčasoma so bili vključeni v egiptovsko vojsko. Služili so kot garnizija vojakov v egiptovskih trdnjavah v Nubiji in patruljirali po puščavi kot nekakšna žandarmerija. Kasneje so jih uporabili v vojni proti Hiksom in postali so ključni pri oblikovanju egiptovske vojaške moči. Do obdobja 18. dinastije novega kraljestva so bili Medžajci elitna paravojaška policija. Nič več se izraz ne nanaša na etnično skupino in sčasoma nov pomen postane sinonim za policijski poklic. Elitno policijo so pogosto uporabljali za zaščito dragocenih območij, zlasti kraljevskih in verskih kompleksov. Uporabljeni so bili v celotnem Zgornjem in Spodnjem Egiptu.
Različni faraoni nubijskega izvora so po mnenju nekaterih egiptologov odigrali pomembno vlogo v različnih obdobjih egipčanske zgodovine, še posebej v 12. dinastiji. Ti vladarji so obravnavali zadeve na tipično egipčanski način, kar kaže na tesne kulturne vplive med obema regijama.
V Novem kraljestvu so bili Nubijci in Egipčani pogosto med seboj tako tesno povezani, da nekateri znanstveniki menijo, da se jih skoraj ne da razlikovati, saj sta se dve kulturi spojili in zmešali.

### Kerma
Kraljevina Kerma, imenovana po njenem domnevnem glavnem mestu Kerma, je bila ena prvih mestnih središč v regiji Nila. Leta 1750 pred našim štetjem so bili dovolj močni, da so njeni kralji  organizirali delo pri veličastnih zidovih in strukturah iz blatne opeke. Imeli so tudi bogate grobnice s posestjo za posmrtno življenje in velike človeške žrtve. George Reisner je izkopaval mesto Kerma in našel velike grobnice in strukture, podobne palačam. Strukture, imenovane defufa, namigujejo na zgodnjo stabilnost v regiji. Kraljevina Kerma je celo skoraj osvojila Egipt. Egipt so premagali Kušiti. Po Daviesu, vodji skupine Britanskega muzeja in egiptovske arheološke ekipe, je bil napad uničujoč. Če bi se sile kraljestva Kerma odločile, da ostanejo in zasedejo Egipt, bi to povzročilo narodovo izumrtje. Ko je egiptovska moč oživela v Novem kraljestvu (okoli 1532−1070 pr. n. št.), so se začeli širiti proti jugu. Egipčani so uničili kraljestvo Kerma in glavno mesto in razširili egiptovski imperij do četrtega katarakta.
Do konca vladavine Tutmozisa I. (1520 pr. n. št.) je bila osvojena vsa severna Nubija. Egipčani so zgradili novo upravno središče Napata in uporabili območje za pridobivanje zlata. To je bil  za Egipt glavni vir plemenitih kovin na Bližnjem vzhodu. Primitivne delovne razmere za sužnje je opisal Diodor Sicilski, ki je videl nekaj rudnikov v kasnejšem obdobju. Eden izmed najstarejših znanih zemljevidov je rudnik zlata v Nubiji, torinski zemljevid iz papirusa, datiran okoli 1160 pred našim štetjem.

### Kuš
Ko so Egipčani odšli iz Napata, so zapustili trajno zapuščino, ki je združila avtohtone prebivalce, ki so ustvarili kraljestvo Kuš. Arheologi so našli več grobov na območju, ki so verjetno pripadali lokalnim voditeljem. Kušiti so bili pokopani kmalu po tem, ko so Egipčani dekolonizirali nubijske meje. Kuš je sprejel številne egiptovske navade, tudi njihovo religijo. Kraljevina Kuš je preživela dlje in nadzorovala Egipt v 8. stoletju kot 25. dinastija. Kušiti so vladali nad svojimi severnimi sosedi skoraj 100 let, dokler jih na koncu niso pregnali Asirci. Asirci so jih prisilili, da so se premaknili dlje proti jugu, kjer so na koncu ustanovili glavno mesto Meroë. Od nubijskih kraljev tega obdobja je morda najbolj znan Taharka. Sin in tretji naslednik kralja Pije, je bil okronan za kralja v Memfisu okoli leta 690. Taharka je vladal Nubiji in Egiptu, obnovil egiptovske templje v Karnaku in zgradil nove templje in piramide v Nubiji, preden je odšel iz Egipta, ker so ga pregnali Asirci.

### Meroë
Meroë (800 pr. n. št. do okoli 350 n. št.) je bil v južni Nubiji na vzhodnem bregu Nila okoli 6 km severovzhodno od postaje Kabušija blizu Šehendija, Sudan, približno 200 km severovzhodno od Kartuma. Ljudje hranijo številne starodavne egiptovske predmete, edinstvene v mnogih pogledih. Razvili so svojo obliko pisanja, najprej z uporabo egipčanskih hieroglifov in kasneje z uporabo abecedne pisave s 23 znaki. Zgradili so mnogo piramid, kraljestvo je imelo močno vojaško silo. Strabon opisuje tudi spopad z Rimljani, v katerem so Rimljani premagali Nubijce. Rimske sile so se spopadle s Kušiti v bližini Teb in jih prisilili, da so se umaknili v Pselčis (Maharaka) v kušitske dežele. Petronius je potem poslal poslance h Kušitom, da bi sklenili mirovni sporazum. Ker se Kuš ni odzval, je Petronius napredoval s svojo vojsko in zavzel mesto Premnis (danes Karanog) južno od Maharake. Od tam je napredoval vse do Napata, druge prestolnice Kušitov po Meroë. Petronius je napadel in oplenil Napato.
V tem času so posamezni voditelji ali generali, vsak poveljujoč manjši vojski plačancev, različne dele regije razdelili na manjše skupine. Borili so se za nadzor, kar je zdaj Nubija in okoliška ozemlja, pri čemer je bila celotna regija šibka in ranljiva. Meroëjce je sčasoma premagalo novo vzhajajoče kraljestvo na jugu kraljestvo Aksum s kraljem Ezanom.
V 4. stoletju so regijo zasedli ljudje Noba, od katerih verjetno izhaja ime Nubija (druga možnost je, da izvira iz egiptovske besede nub za zlato). Od takrat naprej so Rimljani območje imenovali Nobatae.

### Krščanska Nubija
Okoli leta 350 so na območje vdrli iz kraljestva Aksum in kraljestvo Meroë je propadlo. Sčasoma so ga nadomestila tri manjša kraljestva: najsevernejše je bilo Nobatija med prvim in drugim kataraktom reke Nil s središčem Pačoras (danes Faras); v sredini je bila Makurija s središčem Stara Dongola, in najjužnejše Alodija s središčem Soba (blizu Kartuma). Kralj Silki iz Nobatije je zdrobil Blemje in zmaga je omenjena v grškem napisu, vklesanem v steno templja Talmis (danes Kalabša) okoli leta 500.
Ker je škof Atanazij Veliki posvetil nekega Markusa kot škofa File pred svojo smrtjo leta 373, to kaže, da je krščanstvo že prodrlo na območje v 4. stoletju, Janez iz Efeza je zapisal, da je monofizitski duhovnik z imenom Julian prekrstil kralja in njegove plemiče Nobatie okoli leta 545. Janez iz Efeza tudi piše, da je bilo kraljestvo Alodia pokristjanjeno okoli 569. Vendar pa je Janez Biklavijski ugotovil, da je bila Kraljevina Makuria pokristjanjena isto leto, kar kaže, da se je morda Janez iz Efeza zmotil. Dodaten dvom o Janezovem pričevanju kaže vpis v kroniki grškega pravoslavnega patriarha Aleksandra Evtihija, ki navaja, da je leta 719 cerkev Nubije prenesla svojo zvestobo z grške na koptsko pravoslavno cerkev.
V 7. stoletju je Makurija postala prevladujoča sila v regiji. Bila je dovolj močna, da je ustavila širitev islama, potem ko so Arabci zasedli Egipt. Po nekaj neuspelih vpadih so novi oblastniki sklenili pogodbo z Dongolo, kar jim je omogočila mirno sožitje in trgovino. Ta pogodba je veljala 600 let. Sčasoma je pritok arabskih trgovcev v Nubijo uvedel islam in postopoma izpodrinil krščanstvo. Obstaja evidenca škofa v Kasr Ibrimu iz 1372, da je prišel v Faras. Jasno je tudi, da je bila stolnica Dongole preoblikovana v mošejo leta 1317.
Pritok Arabcev in Nubijcev v Egipt in Sudan je prispeval k zatiranju nubijske identitete po propadu zadnjega nubijskega kraljestva okoli 1504. Velik del sodobnega nubijskega prebivalstva je postal popolnoma arabiziran, nekateri so trdili, da so Arabci (Jaa 'Leen - večina Severne Sudancev - in nekateri Donglaves v Sudanu). Velika večina nubijskega prebivalstva je trenutno muslimanska, arabski jezik je njihovo glavno sredstvo za komunikacijo poleg njihovega domačega starega nubijskega jezika. Značilnost Nubijcev je izražena v njihovi kulturi (obleka, plesi, tradicije in glasba).

### Islamska Nubija
V 14. stoletju je vlada Dongole propadla in regija je postala razdeljena, prevladovali so Arabci. V naslednjih stoletjih je bilo več arabskih vdorov v regijo, tudi ustanovitev številnih manjših kraljestev. Severna Nubija je bila pod egiptovskim nadzorom, medtem ko je v 16. stoletju jug prišel pod nadzor Kraljevine Senar. Celotna regija je prišla pod egiptovski nadzor med vladanjem Mohameda Alija v začetku 19. stoletja, kasneje pa je postala skupni anglo-egiptovski kondominij.

## Sodobna vprašanja
Ob koncu kolonializma in ustanovitvi republike Egipt (1953) in odcepitvi Republike Sudan od Egipta (1956) je bila Nubija razdeljena med Egipt in Sudan.
Leta 1970 so se mnogi egiptovski Nubijci morali preseliti, da bi naredili prostor za Naserjevo jezero po gradnji jezu v Asuanu. Nubijske vasi zdaj lahko najdemo severno od Asuana na zahodnem bregu Nila in otoku Elefantine, mnogi pa živijo v velikih mestih, kot je Kairo.